# Palacio Díaz
Palacio Díaz – budynek położony w dzielnicy Centro miasta Montevideo, stolicy Urugwaju.

## Opis
Budynek znajduje się w pobliżu miejskiego ratusza Palacio Municipal i położonego o kilka przecznic na wschód, budynku Palacio Salvo (pol. pałac Salvo), przy głównej ulicy Montevideo Avenida 18 de Julio, pomiędzy ulicami Ejido i Yaguarón.
Autorami projektu budynku są architekci: Gonzalo Vázquez Barrière i Rafael Ruano. Został oddany do użytku w 1929 roku. Fasadę budynku odrestaurowano w latach 2011–2012. W budynku mieszczą się apartamenty, pomieszczenia biurowe i pasaż handlowy. Od 1995 roku wpisany jest na listę obiektów chronionych Bien de Interés Municipal, zawierającą dobra kulturalne o dużym znaczeniu społecznym.